# Per-Ola Ljung
Per-Ola Ljung (* 7. November 1967) ist ein schwedischer ehemaliger Fußballspieler, der mittlerweile als -trainer tätig ist. Der Abwehrspieler gewann mit Helsingborgs IF jeweils als Spieler und Trainer einmal den Landesmeistertitel und einmal den Landespokal.

## Sportlicher Werdegang

### Spielerkarriere
Ljung entstammt der Jugend von Hästveda IF, von dort wechselte er zum IFK Hässleholm. Anfang 1988 verließ er den seinerzeitigen Zweitligisten und schloss sich dem in der dritthöchsten Spielklasse antretenden Helsingborgs IF an. In seinem zweiten Jahr beim neuen Verein stieg er mit der Mannschaft um den ehemaligen Nationaltorhüter Jan Möller, Peter Esberg und Urban Stoltz in die zweite Liga auf, dort verpasste sie mit einem Punkt Rückstand auf den Göteborger Klub BK Häcken den Durchmarsch in die Allsvenskan. Auch in der folgenden Spielzeit war die Entscheidung eng, in der letzten Runde der Aufstiegsspiele setzte sich mit Västra Frölunda IF erneut ein Göteborger Klub durch, die Entscheidung fiel nach Hin- und Rückspiel aufgrund der Auswärtstorregel.
Am Ende der Spielzeit 1992 stieg Ljung mit Helsingborgs IF in die Allsvenskan auf, die mit jungen Talenten wie Henrik Larsson – mit 16 Saisontoren einer der Garanten für den Klassenerhalt –, Jesper Ljung und Ola Nilsson gespickte Mannschaft setzte sich in der Liga fest. Dabei hatte er mit 25 Ligaeinsätzen den zweithöchsten Wert nach Torhüter Sven Andersson. In der Spielzeit 1995 führte Trainer Reine Almqvist den Verein in die Spitzengruppe, mit 18 Ligaspielen trug Ljung zur Vizemeisterschaft hinter Serienmeister IFK Göteborg bei. Musste er in der folgenden Spielzeit verletzungsbedingt über weite Strecken der Saison pausieren, war er anschließend wieder Stammkraft auf der Außenverteidigerposition. Auch unter Almqvists Nachfolger Åge Hareide gehörte er zu dem Stammspielern und gewann 1998 den Landespokal. Währenddessen übersprang er die 500-Spiele-Grenze für Helsingborgs IF. In der Winterpause 1997/1998 war er als Probespieler auf vertragsloser Basis beim englischen Klub FC Watford und kam in dieser Zeit auch zu einem Einsatz im Associate Members’ Cup gegen den FC Fulham (Endstand 0:1).  In der Sommerpause der Spielzeit 1999 verließ er nach neun Saisoneinsätzen den Klub, der am Ende der Saison Landesmeister wurde, und heuerte beim Zweitligisten Landskrona BoIS an. Mit dem Verein qualifizierte er sich für die eingleisige Superettan. Am Ende der Zweitliga-Spielzeit 2001 stieg er mit der Mannschaft um Matthias Eklund, Alexander Farnerud, Henrik Nilsson und Daniel Nannskog in die Allsvenskan auf, nach einer weiteren Spielzeit in der schwedischen Elitserie beendete er seine aktive Laufbahn.

### Trainerlaufbahn
Nach seinem Karriereende war Ljung zunächst bei den unterklassig antretenden Amateurvereinen Torns IF und Helsingborgs Södra BIS als Trainer tätig, ehe er 2007 als Jugendtrainer zu Helsingborgs IF zurückkehrte. Später stieg er zum Trainerassistent der Erstliga-Mannschaft auf und fungierte ab 2010 offiziell als Cheftrainer, da der neu verpflichtete Conny Karlsson nicht über eine ausreichende Trainerlizenz verfügte. In der Spielzeit 2011 führte das Gespann den Klub zur bis dato erfolgreichsten Spielzeit der Vereinsgeschichte, als der Klub neben der Meisterschaft auch Pokal und Supercup gewann. Im Dezember schloss Ljung seine Trainerausbildung ab und erhielt die UEFA-Pro-Lizenz. Im Sommer 2012 trennte sich der Klub von ihm. Wenige Tage später verpflichtete ihn der bis dato sieglose, als Tabellenletzter in Abstiegsgefahr befindliche Ligakonkurrent Örebro SK als Nachfolger des entlassenen Sixten Boström. Zwar gewann die Mannschaft unter seiner Leitung fünf Spiele, dennoch reichte es nicht zum Klassenerhalt. In der zweiten Liga spielte er mit der Mannschaft um den direkten Wiederaufstieg, als Tabellenzweiter hinter Falkenbergs FF kehrte er auf Anhieb in die höchste Spielklasse zurück.
Im Juni 2013 trat Ljung von seinem Amt bei Örebro SK zurück und wurde durch Alexander Axén ersetzt. Anschließend heuerte er beim Göteborger Zweitligisten GAIS an. Den in Abstiegsgefahr befindlichen mehrfachen Meister führte er als Tabellenelfter mit drei Punkten Vorsprung auf Östers IF zum Klassenerhalt. Mit großen Ambitionen in die Spielzeit 2015 gestartet, blieb die Mannschaft in der unteren Tabellenhälfte. Nach einer 0:4-Auswärtsniederlage beim Tabellenzweiten Östersunds FK wurde er nach dem 27. Spieltag zwei Punkte vor den Releagtionsplätzen liegend entlassen.
Ende Mai 2016 kehrte Ljung zu Helsingborgs IF zurück und übernahm eine Aufgabe zur Spielerentwicklung in der Nachwuchsakademie. Ein halbes Jahr später rückte er als Nachfolger von Henrik Larsson im November des Jahres zum Cheftrainer der Wettkampfmannschaft auf, sein ehemaliger HIF-Mannschaftskamerad Christoffer Andersson fungierte als Assistent. Mit dem Erstliga-Absteiger um Spieler wie Andreas Landgren, Adam Eriksson, Amethyst Bradley Ralani und Peter Larsson belegte er in der Zweitliga-Spielzeit 2017 den siebten Tabellenplatz, dem in der folgenden Spielzeit die Zweitligameisterschaft folgte. Angetrieben vom Stürmerduo Andri Rúnar Bjarnason (16 Saisontore) und Max Svensson (9 Saisontore) distanzierte die Mannschaft Falkenbergs FF und AFC Eskilstuna. Vor Beginn der Allsvenskan-Spielzeit 2019 verlängerte der Klub seinen Vertrag bis Ende 2021. Nachdem unter seiner Leitung die Mannschaft in den ersten zwölf Spielen lediglich zwei Saisonspiele erfolgreich beendet hatte, entließ ihn der Verein im Juni 2019 vorzeitig.
Im Dezember 2022 verkündete Trelleborgs FF, dass der zuvor zwei Jahre als Scout für den Klub tätige Ljung als Nachfolger von Kristian Haynes zum neuen Cheftrainer ab der kommenden Spielzeit aufrücken werde. Nach nur drei Punkten aus den ersten sechs Spielen wurde er vom Zweitligisten bereits im Mai 2023 wieder freigestellt, sein bisheriger Assistent Stefan Jacobsson wurde als Nachfolger installiert.